# Poecilia maylandi
Poecilia maylandi är en fiskart som beskrevs av Meyer, 1983. Poecilia maylandi ingår i släktet Poecilia och familjen Poeciliidae. Inga underarter finns listade i Catalogue of Life.